# Alosa killarnensis
Alosa killarnensis är en fiskart som beskrevs av Regan, 1916. Alosa killarnensis ingår i släktet Alosa och familjen sillfiskar. Inga underarter finns listade i Catalogue of Life.
Denna fisk förekommer endemisk i sjön Lough Leane sydväst om staden Killarney i Irland. Honor når en större storlek än hanar. Individerna uppsöker under juni och juli sjöns grunda delar för äggens befruktning. Födan utgörs av olika smådjur. Alosa killarnensis kan leva fem år. Beståndet hotas främst av övergödning. Mört (Rutilus rutilus) och braxen (Abramis brama) som registrerades i sjön tillkom troligtvis genom introducering. Dessa fiskar kan föreställa konkurrenter för Alosa killarnensis. IUCN kategoriserar arten globalt som akut hotad.